# Raa-Besenbek
Raa-Besenbek – miejscowość i gmina w Niemczech w kraju związkowym Szlezwik-Holsztyn, w powiecie Pinneberg, wchodzi w skład urzędu Elmshorn-Land.